# Marpesia furcula
Marpesia furcula är en fjärilsart som beskrevs av Fabricius 1793. Marpesia furcula ingår i släktet Marpesia och familjen praktfjärilar. Inga underarter finns listade i Catalogue of Life.

## Bildgalleri

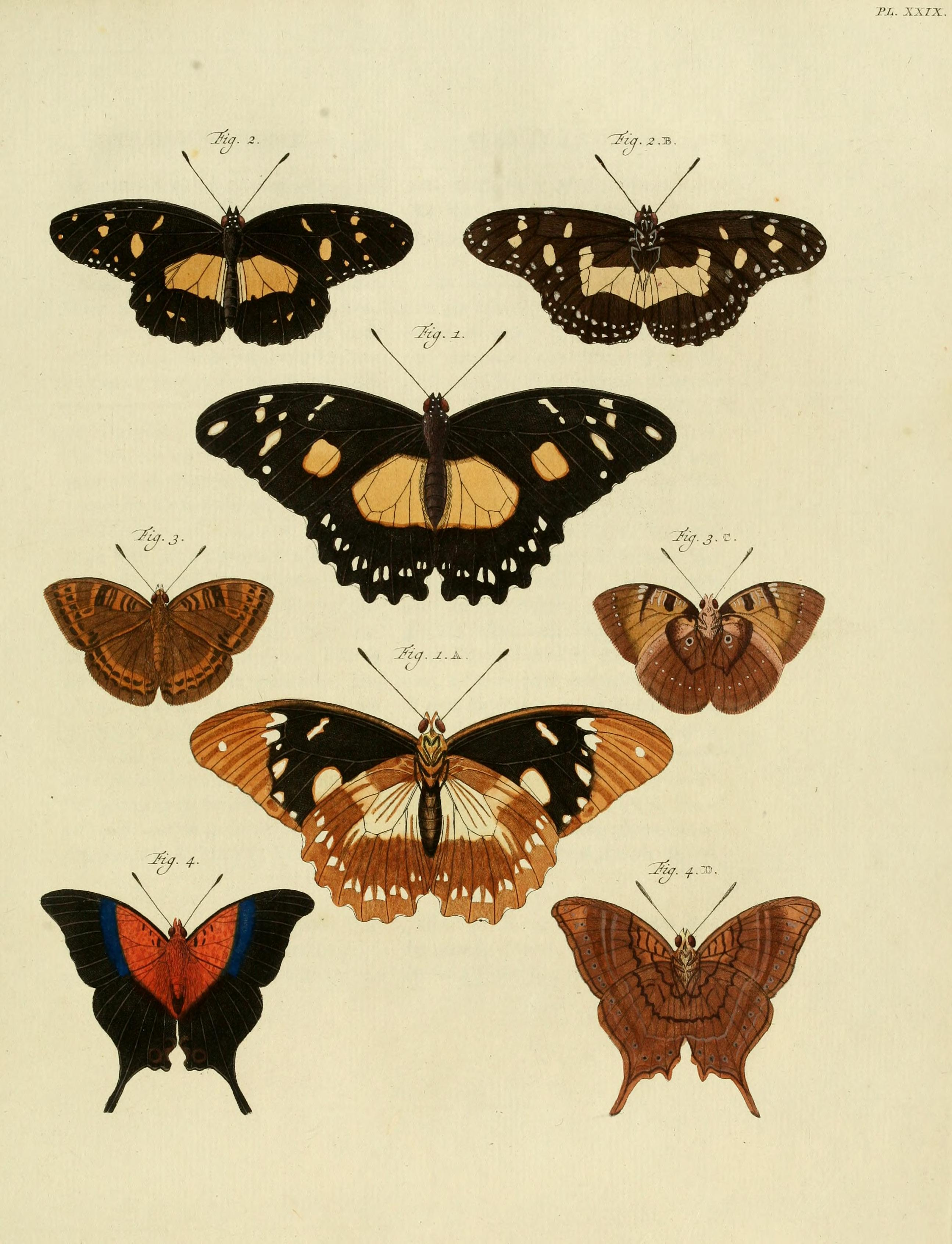
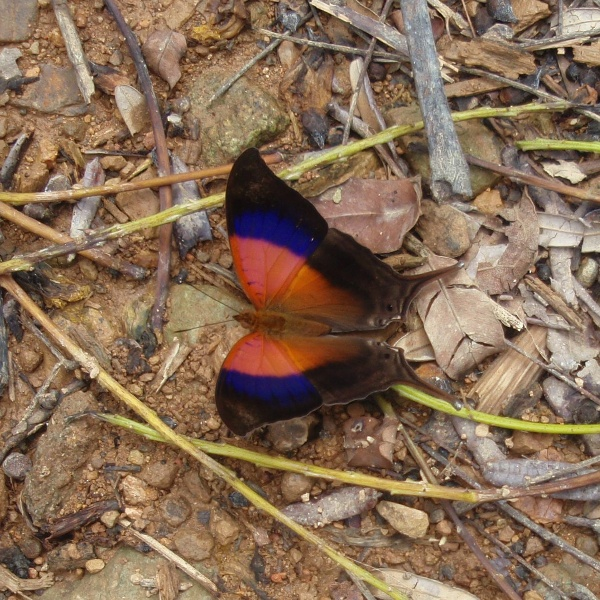